# Andreas Mies
Andreas Mies (Colònia, Alemanya, 21 d'agost de 1990) és un tennista professional alemany.
És especialista de dobles i va arribar al número 8 del rànquing ATP. Malgrat haver guanyat només tres títols de dobles, en el seu palmarès destaca el Grand Slam de Roland Garros 2019 junt al seu compatriota Kevin Krawietz.
Va estudiar a la Universitat d'Auburn (Alabama) i va representar els Auburn Tigers en la competició de tennis.

## Torneigs de Grand Slam

### Dobles: 2 (2−0)
| Resultat  | Núm. | Any  | Torneig           | Parella        | Oponents                     | Marcador    |
| --------- | ---- | ---- | ----------------- | -------------- | ---------------------------- | ----------- |
| Guanyador | 1.   | 2019 | Roland Garros     | Kevin Krawietz | Jérémy Chardy Fabrice Martin | 6−2, 7−6(3) |
| Guanyador | 2.   | 2020 | Roland Garros (2) | Kevin Krawietz | Mate Pavić Bruno Soares      | 6−3, 7−5    |

## Palmarès

### Dobles masculins: 9 (7−2)
| Llegenda                          |
| --------------------------------- |
| Grand Slams (2−0)                 |
| ATP Finals (0−0)                  |
| ATP World Tour Masters 1000 (0−0) |
| ATP World Tour 500 (1−0)          |
| ATP World Tour 250 (4−2)          |

| Títols per superfície |
| --------------------- |
| Dura (2−1)            |
| Gespa (0−0)           |
| Terra batuda (5−1)    |

| Resultat  | Núm. | Data                 | Torneig                 | Superfície   | Parella            | Oponents                           | Marcador               |
| --------- | ---- | -------------------- | ----------------------- | ------------ | ------------------ | ---------------------------------- | ---------------------- |
| Guanyador | 1.   | 17 de febrer de 2019 | Nova York, Estats Units | Dura (i)     | Kevin Krawietz     | Santiago González A-u-H. Qureshi   | 6−4, 7−5               |
| Guanyador | 2.   | 9 de juny de 2019    | Roland Garros, França   | Terra batuda | Kevin Krawietz     | Jérémy Chardy Fabrice Martin       | 6−2, 7−6(3)            |
| Guanyador | 3.   | 20 d'octubre de 2019 | Anvers, Bèlgica         | Dura (i)     | Kevin Krawietz     | Rajeev Ram Joe Salisbury           | 7−6(1), 6−3            |
| Guanyador | 4.   | 10 d'octubre de 2020 | Roland Garros (2)       | Terra batuda | Kevin Krawietz     | Mate Pavić Bruno Soares            | 6−3, 7−5               |
| Finalista | 1.   | 25 d'octubre de 2020 | Colònia, Alemanya       | Dura (i)     | Kevin Krawietz     | Raven Klaasen Ben McLachlan        | 2−6, 4−6               |
| Guanyador | 5.   | 24 d'abril de 2022   | Barcelona, Espanya      | Terra batuda | Kevin Krawietz     | Wesley Koolhof Neal Skupski        | 6−7(3), 7−6(5), [10−6] |
| Guanyador | 6.   | 1 de maig de 2022    | Múnic, Alemanya         | Terra batuda | Kevin Krawietz     | Rafael Matos D. Vega Hernández     | 4−6, 6−4, [10−7]       |
| Finalista | 2.   | 21 d'abril de 2024   | Múnic                   | Terra batuda | Jan-Lennard Struff | Yuki Bhambri Albano Olivetti       | 6−7(6), 6−7(5)         |
| Guanyador | 7.   | 28 de juliol de 2024 | Kitzbühel, Àustria      | Terra batuda | Alexander Erler    | Constantin Frantzen Hendrik Jebens | 6−3, 3−6, [10−6]       |

## Trajectòria

### Dobles masculins
| Open d'Austràlia | A   | A   | 2R    | 1R    | A   | 3R | QF | 2R | 0 / 5   | 7 – 5   |
| Roland Garros | A   | A   | G     | G     | A   | 1R | SF |    | 2 / 4   | 16 – 2  |
| Wimbledon | A   | 3R  | 1R    | NC    | A   | QF | 2R |    | 0 / 4   | 6 – 4   |
| US Open | A   | A   | SF    | 2R    | 3R  | 2R | 3R |    | 0 / 5   | 10 – 5  |
| ATP Finals | A   | A   | RR    | RR    | A   | A  |    |    | 0 / 2   | 2 – 4   |
| Total Victòries−Derrotes                                                                                                   | 0−0 | 4−4 | 34−24 | 20−15 | 7−9 |    |    |    | 70 – 55 | 70 – 55 |
| Rànquing a final d'any | 131 | 73  | 11    | 20    | 49  |    |    |    |         |         |
| Llegenda: G: Guanyador; F: Finalista; SF: Semifinalista; QF: Quarts de final; Q: Qualificació; A: Absent; RR: Round Robin; |     |     |       |       |     |    |    |    |         |         |